# Unmerciful
Unmerciful ist eine US-amerikanische Brutal-Death-Metal-Band aus Topeka, Kansas, die im Jahr 2001 gegründet wurde, sich 2002 vorerst wieder auflöste und 2005 wieder zusammenfand.

## Geschichte
Die Band wurde im Juni 2001 von Schlagzeuger James King und Gitarrist Clint Appelhanz (Original Origin-Bassist) gegründet. Zusammen entwickelten sie die ersten Lieder und nahmen diese auf. Danach kamen weitere Mitglieder zur Band, jedoch kam keine feste Besetzung zustande, sodass sich die Band im Jahr 2002 kurz auflöste. Appelhanz trat Origin als Gitarrist bei und ersetzte Jeremy Turner. James King folgte ihm kurze Zeit später und spielte als Schlagzeuger in der Band. Anfang 2005 bildete Jeremy Turner, der seit seinem Ausstieg bei Origin zusammen mit Cannibal Corpse auf Tour war, mit King und Appelhanz und Sänger Tony Reust die neue Besetzung von Unmerciful. Im Sommer nahm die Band ihr Debütalbum Unmercifully Beaten auf. Den Bass spielten Appelhanz, Turner und King auf diesem Album. Alex Webster war als Sessionbassist für das Lied Shotgun Sodomy zu hören. Erst später kam Bassist Derek Engemann als festes Mitglied zur Band. Die Band verschickte Demos an verschiedene Labels und erreichte dadurch einen Vertrag bei Unique Leader Records. Am 22. August 2006 wurde Unmercifully Beaten veröffentlicht. Im November und Dezember folgte eine Tour mit Cannibal Corpse, Dying Fetus und Necrophagist.

## Diskografie
- 2004: Weed Out the Weak (Demo, Eigenveröffentlichung)
- 2005: Promo 2005 (Demo, Eigenveröffentlichung)
- 2006: Unmerciful / Corphagy / Worms Inside / Infected Malignity (Split mit Infected Malignity, Worms Inside und Corphagy, Lacerated Enemy Records)
- 2006: Unmercifully Beaten (Album, Unique Leader Records)
- 2016: Ravenous Impulse (Album)